# Светлина (област Бургас)
Вижте пояснителната страница за други значения на Светлина.
Светлина е село в Югоизточна България. То се намира в община Средец, област Бургас.

## География
Селото се намира в югоизточния регион на страната, на 8 km от общинския център Средец и на 38 km от областния център Бургас. Разположено е на северното подножие на планината Странджа.

## История
Първите заселници идват от Добруджа и се установяват в местността Першава. В близост до тях се е намирал бейски чифлик. Най-старото име на селото е Бегли. Търсейки удобно за препитание място и близостта на реката, заселниците се преместват в местността Големия Юрт, а по-късно в друга местност – Малкия Юрт (юрт на турски означава „родина“, също „подслон“ или „дом“).Старото име на селото е Бей Махле – наричало се е така, защото хората потърсили закрилата на местния бей заради честите набези на черкезите. След това селото се е наричало Бейова махала или Бей махле. Апостолът на свободата Васил Левски е минал през с. Светлина на път за Лозенград. След освобождението на България през 1885 г. е преименувано на с. Господарево с министерска заповед 2829/обнародвана на 14.08.1934 г., а по-късно селото придобива сегашното си име, с. Светлина, прието с указ №557, обнародван на 23.11.1951 г.

## Население

### Етнически състав
Преброяване на населението през 2011 г.
Численост и дял на етническите групи според преброяването на населението през 2011 г.:
|                     | Численост |
| Общо                | 264       |
| Българи             | 222       |
| Турци               | 8         |
| Цигани              | 4         |
| Други               | 13        |
| Не се самоопределят | -         |
| Неотговорили        | 17        |

## Културни и природни забележителности
На югозапад от селото се е намирал манастир с останки от зидове, за които се предполага, че са от римско време. Край самия манастир е открита могила. Манастирът е опожаряван, но е възстановяван от хората от селото. Манастирът не съществувал като постройка, но с помощта на дарения и усилията на всички хора от селото бе възстановен през 2007 г. В близост до параклиса има аязмо с лековита вода.
Църквата „Свети Димитър“ е изградена от жителите на селото през 1869 г. Първият свещеник в селото е от рода Попстефанови. През 1918 г. в селото идва поп Мезенцев, а след него в църквата служи поп Георги Куртев. Село Светлина е старо енорийско село, което е посещавано от първия български екзарх Антим I през 1853 г., който е пътувал от родното си село Вейсала (сега в Турция) за Видин. Среща се със свещеник Стефан Проданов и му подарява псалтир на черковно-славянски и фермана, с който Високата порта дава църковна независимост на Българската православна църква. Посещението и направените подаръци на селската църква са доказателство за авторитета на духовния храм в Българската екзархия.
Училището в с. Светлина е едно от най-старите в региона. В сборника „Училищата в Княжество България“ за учебната 1895/1896 г., раздел 2 по общини и населени места е написано, че училището в с. Светлина (Бей Махле) е открито през 1846 г. През същата година е построена училищна сграда (стая).
През 1910 г. е построена новата сграда на училището с четири стаи, а през 1954 г. по идея на тогавашния директор Добри Гунов започва надстройката на втория етаж на училището.
Читалището „Иван Вазов“ е основано през април 1913 г. в дюкяна на Христо Симеонов. В него е отделена стая за съхранение на първия книжен фонд и за читалня. Книги били закупени от Георги поп Стефанов, един от образованите за времето си хора в селото. Неговия пример продължават Стефан Гайдов, Гуно Добрев, Атанас Христов и др. За първи библиотекар е назначен Христо Симеонов. От 1940 г. читалището се помещава в кметството и продължава да е единственият културен център в селото. През 1980 г. читалището се помещава в новопостроената сграда. Библиотеката, чийто фонд наброява 4100 тома, се разполага в обширна зала с читалня. В сградата има киносалон, в който се провеждат концерти и събирания за различни празници. Самодейните състави към читалището са сред лауреатите на съборите в Босна, Копривщица и Петрова нива. От 2007 г. е създаден етнографски музей, където могат да се видят стари носии и предмети от бита, които са използвани от нашите баби и дядовци.

## Редовни събития
- 7 ноември – събор на с. Светлина
- Последната неделя на месец февруари – кукерски игри
- 14 октомври (Св. Петка) – празник на параклиса